# روبیسی رامیرس
روبیسی رامیرس (انگلیسی: Robeisy Ramírez؛ زادهٔ ۲۰ دسامبر ۱۹۹۳) بوکسور اهل کوبا است.